# Pseudanophthalmus henroti
Pseudanophthalmus henroti är en skalbaggsart som beskrevs av René Gabriel Jeannel. Pseudanophthalmus henroti ingår i släktet Pseudanophthalmus och familjen jordlöpare. Inga underarter finns listade i Catalogue of Life.